# Mollivirus sibericum
Genre
Espèce
Mollivirus sibericum est un virus géant découvert en 2015 par l'équipe de Chantal Abergel et Jean-Michel Claverie, du laboratoire Information génomique et structurale du CNRS et de l'université d'Aix-Marseille. Ce virus a été découvert dans le pergélisol (ou permafrost) sibérien, là où cette même équipe avait identifié l'année précédente le virus géant Pithovirus sibericum. Mollivirus sibericum mesure 500 à 600 nanomètres de diamètre.
Mollivirus sibericum possède des caractéristiques communes avec plusieurs autres membres de la famille des virus géants. Sa forme rappelle ainsi celle d'un Pithovirus sibericum alors que son mode de multiplication semble plus proche de celui des Pandoravirus.

## Sources
- Sean Bailly, « Un nouveau virus géant venu de Sibérie », Pour la science,‎ 7 septembre 2015 (lire en ligne)